# مبادرة إنترنت مفتوح
مبادرة أوبن نت وتُترجم حرفيا إلى مبادرة إنترنت مفتوح هو مشروع مشترك الهدف منه تحرير تقارير ومقالات عن فلترة الإنترنت والممارسات الجاسوسية الرقمية التي تُمارسها حكومات الدول على مواطنيها. يعتمد المشروع على عددٍ من الوسائل التقنية كما يقوم على شبكة دولية من المحققين لتحديد مدى وطبيعة برامج التصفية على الإنترنت. تشمل المؤسسات الأكاديمية المشاركة في المشروع كل من مختبر مونك، مركز الدراسات الدولية، جامعة تورونتو، مركز بيركمان للإنترنت والمجتمع في كلية هارفارد للقانون، معهد أكسفورد للإنترنت في جامعة أكسفورد وفريق سيك ديف (بالإنجليزية: SecDev)‏ الذي تولى تأسيس مجموعة بحثية في جامعة كامبريدج من أجل برنامج الأمن الخاص بالجامعة.
في كانون الأول/ديسمبر 2014؛ أعلنَ شركاء مبادرة إنترنت مفتوح أنهم لن ينشروا بحوثهم وتقاريرهم تحت اسم المبادرة لكنهم أكدوا في الوقت ذاته على أن جميع التقارير والبيانات سيتم الاحتفاظ بها إلى أجل غير مسمى لإتاحة استمرار وصول الجمهور أرشيف كامل من الأعمال المنشورة والبيانات.

## الأساليب
تستخدم مبادرة إنترنت مفتوح عدة طرق لاختبار الرقابة على الإنترنت في كل دول العالم:
- تطوير ونشر مجموعة من التقنيات والأدوات التي تُساعد في عمل الإحصائيات فضلا عن منهجيات لدراسة تصفية الإنترنت والمراقبة المفروضة عليه خاصة من الحكومات الاستبدادية.
- بناء جسر التواصل بين الدعاة والباحثين.
- دراسات متقدمة لاستكشاف آثار الاتجاهات الحالية المستقبلية ومسارات التصفية والمراقبة وآثارها على القانون المحلي والدولي ونظم الحكم.[4]

## المحققين الرئيسيين
يعمل تحت لواء مبادرة إنترنت مفتوح مجموعة من الخبراء والحقوقين والأساتذة وما إلى ذلك:
- رونالد دايبارت: مدير مختبر مونك والمشرف على مركز الدراسات الدولية في جامعة تورنتو
- جون بالفراي: المدير التنفيذي لمركز بيركمان للإنترنت والمجتمع في جامعة هارفارد
- رافال روهوزينسكي: المُشرف على مجموعة سيك ديف والمدير السابق لرنامج الأمن في جامعة كامبريدج.
- جوناثان زيتراين: أستاذ قانون الإنترنت وأستاذ علوم الكمبيوتر في جامعة هارفارد كما يشغل منصب المدير المشارك في جامعة هارفارد وفي مركز بيركمان للإنترنت والمجتمع كذلك. هو أستاذ سابق في إدارة الإنترنت والتنظيم في جامعة أكسفورد

## الإنجازات

### آسيا
في كانون الأول/ديسمبر 2007؛ وافقَ مركز بحوث التنمية الدولية في كندا على تمويل مشروع لتوسيع عمل المبادرة إلى 15 بلدا في آسيا. بلغت تكلفة المشروع حوالي 1.2 مليون دولار تكلف مركز بحوث التنمية في دفعها. يهدف المشروع إلى بناء القدرات فيما بين الشركاء القاطنين في هذه البلدان من أجل الاستمرار في العمل من أجل تحسين حقوق المواطنين عند استخدام شبكة النت. يُدار مشروع مبادرة إنترنت مفتوح في قارة آسيا يدار من قبل رافال روهزينسكي (مدير مجموعة سيكديف) ورونالد دايبارت بالإضافة إلى المنسق الإقليم أليغري الذي يشغل منصبًا في مؤسسة الإعلام البدائل في دولة الفلبين.

### سايفون
يسمح برنامج سايفون بتجاوز الرقابة من خلال الوصول إلى صفحات الويب المحجوبة في الدول التي تفرض رقابة على الإنترنت. يقوم هذا البرنامج -الذي حظي بدعمٍ كبير من المبادرة- بتشفير خادم الوكيل ومن ثم إنشاء اسم مستخدم وكلمة مرور لشخص على أساس أنه في دولة أخرى مما يسمح له تجاوز كل العراقيل وتصفح النت كما أراد. في عام 2008؛ عقد سايفون شراكة مع شركة كندية من أجل مواصلة تطوير تقنيات لتجاوز الحجب والمنع خاصة في ظل تطور أساليب الحكومات في فرض الرقابة. في الوقت الحالي؛ يعكف مطورو سايفون على مواصلة جهودهم في مكافحة الرقابة حيث يعملون في مختبر مونك كما يُطورون من أساليب البرنامج في مركز الدراسات الدولية في جامعة تورنتو أحد شركاء مبادرة إنترنت مفتوح.

### التقارير حول الرقابة
هناك العديد من الأوراق البحثية المتاحة من مبادرة إنترنت مفتوح بشكل مجاني والتي تٌظهر مدى تفشي الرقابة على الإنترنت في بلد معين أو منطقة ما. الموضوعات التي يتم تناولها في هذه الأوراق لا تشمل البرامج التي تُستخدم لفرض رقابة على الإنترنت فقط بل تتعدى ذلك إلى ذكر نوعية المحتوى المحظور (سياسة، أديان، إباحية، الجنس، العائلات الحاكمة ...).
نشرت المبادرة عددًا من التقاريرِ لعلّ أبرزها:
- لمحات من الرقابة على الإنترنت والتصفية في ثماني مناطق: آسيا، أستراليا/نيوزيلندا ورابطة الدول المستقلة بالإضافة إلى أوروبا وأمريكا اللاتينية والشرق الأوسط وشمال أفريقيا ثم أفريقيا جنوب الصحراء الكبرى والولايات المتحدة/كندا.[6]
- حالة الرقابة على الإنترنت (تقرير عن نتائج المبادرة في اختبار تقنية ترشيح الإنترنت في 74 بلدًا من عام 2007 إلى الوقت الحاضر) .[7][8]
- خرائط توفير تمثيل رسومي من البحوث في موضوع الرقابة على الإنترنت والتصفية.[9]
- تقريرًا بعنوان باسم الله: الإيمان أساس الرقابة على الإنترنت في معظم البلدان الإسلامية، نُشر بتاريخ آب/أغسطس 2011.[10]
- ظهور المنظمات الموالية للحكومة والهجمات الإلكترونية في الشرق الأوسط: الجيش السوري الإلكتروني كمثال، نُشر التقرير في أيار/مايو 2011.[11]
- الرقابة في الشرق: استخدام التكنولوجيات الغربية من أجل فرض رقابة، نُشرَ في آذار/مارس 2011.[12]